# 풍무초등학교
풍무초등학교는 대한민국 경기도 김포시에 있는 공립 초등학교이다.

## 학교 연혁
- 1996. 06. 25. 풍무초등학교 신축공사 착공
- 1998. 11. 05. 초대 김응주 교장선생님 취임
- 1998. 12. 01. 13학급으로 개교(남 215명, 여 210명, 계 425명)
- 1998. 12. 26. 급식소 준공(403.64m2)
- 1999. 03. 01. 20학급 편성(유치원 1학급 인가 개원)
- 1999. 09. 01. 제2대 권상도 교장선생님 취임
- 1999. 11. 08. 후관 3, 4층(일반 교실 12, 미술실, 과학실, 컴퓨터실) 준공
- 1999. 12. 27. 후관 5층(일반 교실 8, 음악실) 준공
- 2000. 02. 18. 제1회 졸업식(졸업생 남45명, 여45명, 계 90명 배출)
- 2000. 03. 01. 28학급 편성(남 588명, 여 577명, 계 1,165명)
- 2000. 06. 01. 30학급 편성(남 623명, 여 622명, 계 1,245명)
- 2000. 09. 04. 전관 1,2,3층 증축 공사 준공
- 2000. 10. 01. 33학급 편성(남 767명, 여 768명, 계 1,535명)
- 2000. 12. 02. 34학급 편성(남 767명, 여768명, 계 1,336명)
- 2001. 02. 15. 제2회 졸업식(졸업생 남85명, 여 80명, 계 165명, 누계 255명 배출)
- 2001. 03. 01. 유현초등학교 분리, 31학급 편성(남 667명, 여 669명, 계 1,336명)
- 2002. 02. 19. 제3회 졸업식(졸업생 남 110명, 여107명, 계 217명, 누계 472명 배출)
- 2002. 03. 01. 36학급 편성(남 1,515명, 여 1,515명, 계 3,030명)
- 2002. 09. 16. 43학급 편성(남 915명, 여912명, 계 1,827명)
- 2002. 12. 02. 전관 4층 증축공사 완공(보통교실 6실, 강당교실 2실)
- 2003. 02. 18. 제4회 졸업식(졸업생 남 115명, 여 124명, 계 239명, 누계 711명)
- 2003. 03. 01. 52학급 편성(남 1,145명, 여 1,128,명 계 2,273명)
- 2003. 06. 18. 53학급으로 편성(남 1,159명, 여 1,124명, 계 2,283명)
- 2003. 06. 24. 인도네시아 바쿵뜨문궁안초등학교와 자매결연
- 2003. 09. 01. 제3대 백학춘 교장선생님 취임
- 2003. 10. 22. 교육과정 자율시범학교 최종보고회
- 2004. 02. 13. 제5회 졸업식(졸업생 남 161명, 여 165명, 계 326명, 누계 1,037명)
- 2005. 02. 18. 인도네시아 자매결연 학교 방문
- 2005. 02. 18. 제6회 졸업식(졸업생 남 170명, 여 166명, 계 336명, 누계 1,372명)
- 2005. 03. 01. 38학급 편성(남 769명, 여 733명, 계 1,502명)
- 2005. 03. 01. 교육부지정 NEIS연구학교 운영
- 2006. 02. 18. 제7회 졸업식(졸업생 남 186명, 여 184명, 계 370명, 누계 1,742명)
- 2006. 03. 01. 30학급 편성(남 597명, 여 584명, 계 1,181명)
- 2006. 03. 01. 경기도교육청지정 교육행정정보시스템 시범학교 지정
- 2006. 09. 20. 식생활음식문화체험관 개관(후관 4층 2개 교실)
- 2007. 02. 15. 제8회 졸업식(졸업생 남 96명, 여 96명, 계 192명, 누계 1,934명)
- 2007. 03. 01. 30학급 편성(남 558명, 여 517명, 계 1,075명)
- 2007. 06. 27. 풍무동 지역 개방 도서관 개관
- 2008. 02. 19. 제9회 졸업식(졸업생 남 98명, 여 101명, 계 199명, 누계 2,133명)
- 2009. 02. 17. 제10회 졸업식(졸업생 남 79명, 여 92명, 계 171명, 누계 2,304명)
- 2009. 03. 01. 제4대 채동수 교장선생님 취임
- 2010. 02. 11. 제11회 졸업식(졸업생 남 9명, 여 83명, 계 173명, 누계 2,477명)
- 2011. 02. 15. 제12회 졸업식(졸업생 남 85명, 여 86명, 계 171명, 누계 2,648명)
- 2011. 03. 01. 28학급, 특수 1학급 편성(남 453명, 여 416명, 계 869명)
- 2012. 02. 15. 제13회 졸업식(졸업생 남 79명, 여 83명, 계 162명, 누계 2,810명)
- 2012. 03. 01. 29학급, 특수 1학급 편성(남 419명, 여 396명, 계 815명)
- 2012. 09. 01. 제5대 황병훈 교장선생님 취임
- 2013. 02. 15. 제14회 졸업식(졸업생 남 98명, 여 74명, 계 172명, 누계 2,982명)
- 2013. 03. 01. 29학급, 특수 1학급 편성(남 428명, 여 394명, 계 822명)
- 2013. 03. 01. 원예체험 시범학교 운영(김포시 지원)
- 2013. 08. 17. 외부환경개선공사(보도블럭 교체 및 정문 이전 설치)
- 2013. 12. 20. 전후관 연결통로 지붕교체 및 LED조명 설치
- 2014. 02. 14. 제15회 졸업식(졸업생 남 67명, 여 72명, 계 139명, 누계 3,121명)

## 참고 자료
- 풍무초등학교 - 한국교육학술정보원 학교알리미